# Paul Rubbers
Paul Rubbers, né le 18 novembre 1900 à Constantinople, mort le 5 avril 1985 à Bruxelles, est un architecte belge.

## Biographie
Il fréquente l’Académie royale des beaux-arts de Bruxelles de 1915 à 1919, puis effectue un stage auprès d'Antoine Pompe et Fernand Bodson.
S'inscrivant dans le courant moderniste belge, il anime dès 1919 la coopérative décorative du centre d'art de Victor Bourgeois et Aimé Declerq, et participe à l'exposition de l'association des architectes de Liège en 1921, au salon bruxellois de La Lanterne sourde en 1923, à l’Exposition internationale des Arts décoratifs et industriels modernes de Paris (il obtient une médaille d'argent) et à la biennale des arts décoratifs de Monza en 1925.
Il conçoit des maisons unifamiliales groupées au sein de cités-jardins (entre 1919 et 1926) et de lotissements résidentiels.
Il s'associe à l’architecte hollandais Frans Van Der Drift pour une cité-jardin à Schaerbeek restée à l'état de projet mais saluée par Raphaël Verwilghen, et pour une école de bienfaisance à Mont-sur-Marchienne qui obtient le premier prix du concours.
Inspiré par les styles d'Antoine Pompe et de Huib Hoste, il réalise ensuite une soixantaine de logements de la cité-jardin du Kapelleveld à Woluwe-Saint-Lambert, à laquelle participent Hoste et Pompe, ainsi que Jean-François Hoeben et Louis Van der Swaelmen.

Maisons cubistes de la cité-jardin du Kapelleveld.
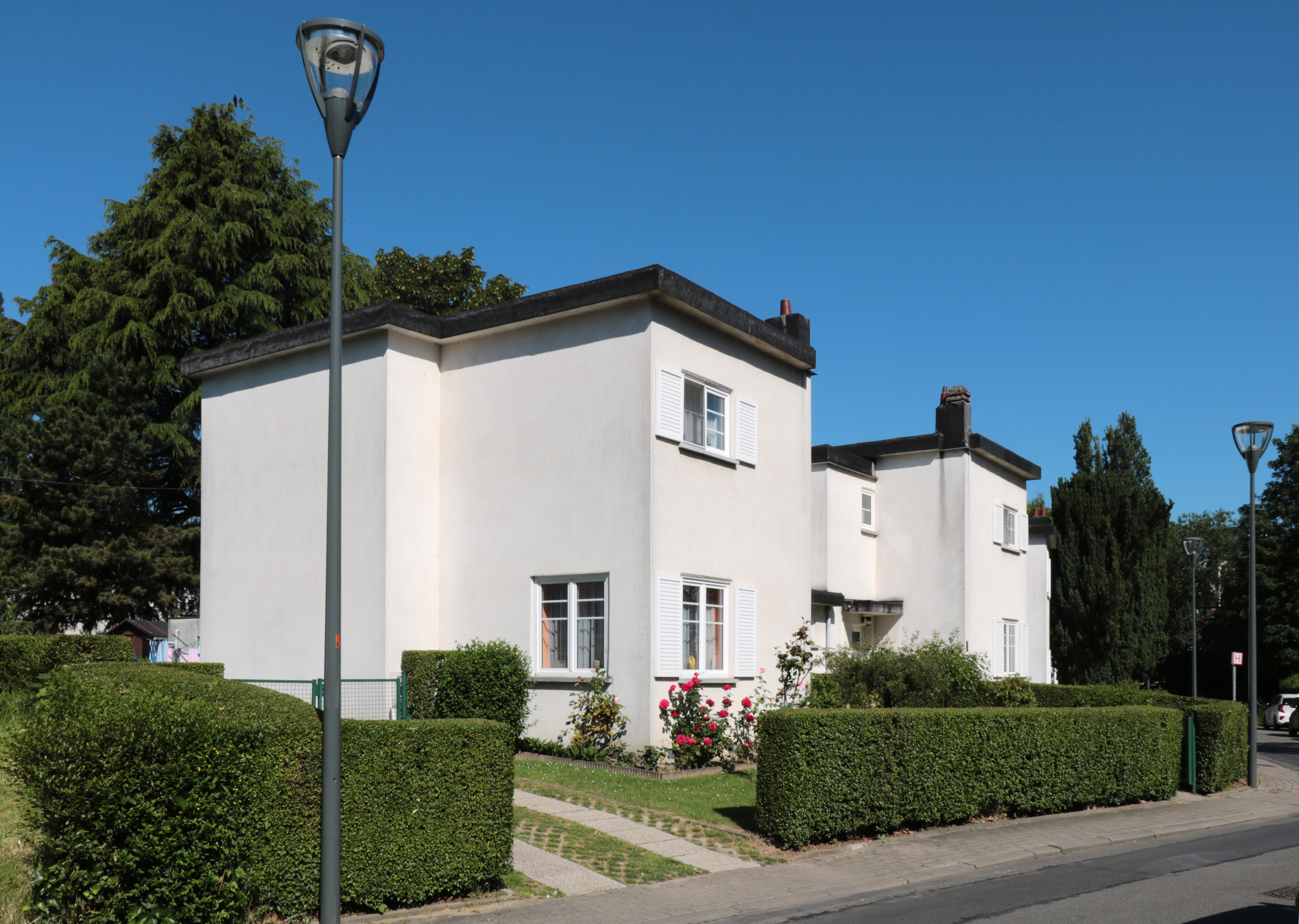
Avenue de la Lesse no 10 et 8.
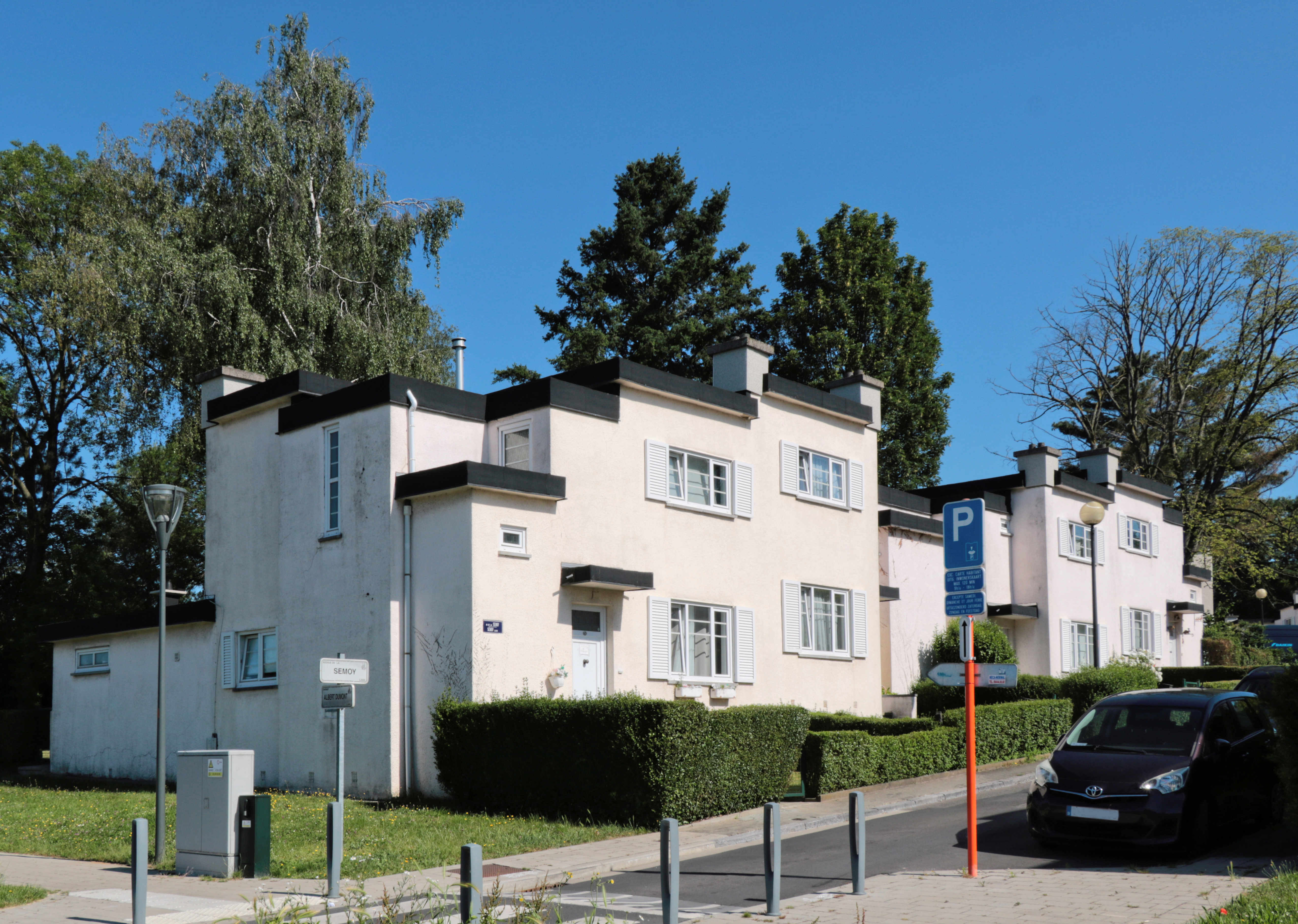
Avenue de la Semoy no 58
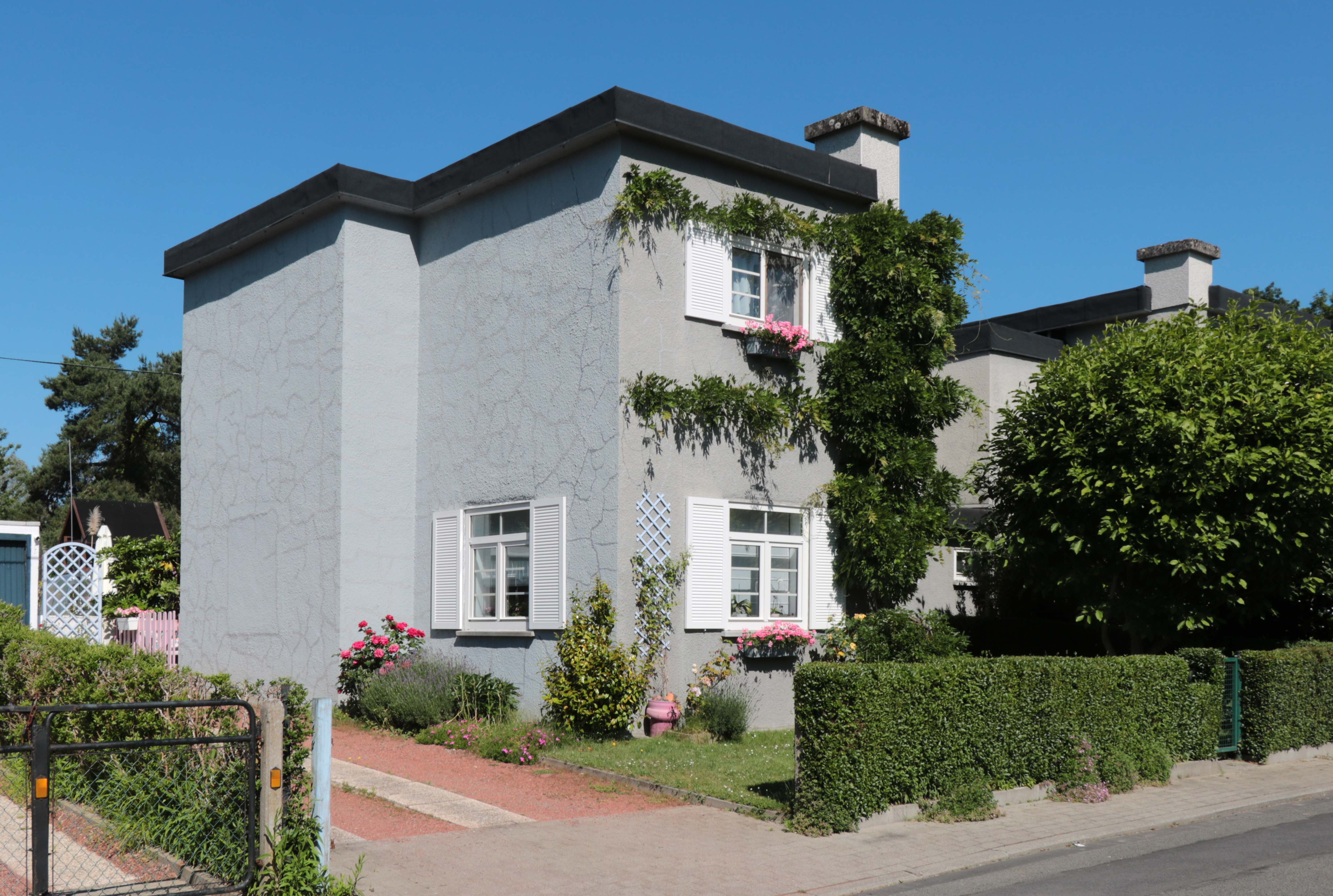
Avenue du Bois Jean no 34.

Il signe plusieurs habitations privées, collectives et individuelles, avec Frans Van Der Drift puis seul.
Il est membre de la Société belge des urbanistes architectes modernistes (SBUAM), dont il est trésorier de 1923 à 1928 et membre du comité directeur jusqu'en 1954.

## Réalisations
- 1922-1926 : Cité-jardin du Kapelleveld, Bruxelles
- 1922 : Villa de L. Levent, route de Hannut à Tirlemont avec Frans Van Der Drift.
- 1922 : Maison de M. Groetaers, avenue de Limbur Stirum 149, Wemmel (avec Van Der Drift)
- 1923 : Ensemble de quatre maisons pour Paul Rubbers, Frans Van Der Drift, Parcijns et Boen, à Dieweg, Uccle, avec Van der Drift
- 1923 : Garage pour M. Cardyn, avenue Vanderaey 110, Uccle
- 1923 : Maison de R. Francou-Van Gael, rue du Pont, Watermael-Boitsfort
- 1923 : Maison d'E. Dupont, rue du Pacifique 5, Uccle[4]
- 1923 : Maison de J Van Bever, rue Geleytsbeek, Uccle
- 1924 : Maison de R. Coussement, rue R Scott 27, Uccle
- 1924 : Maison de G. de Brauwer, avenue de la Chênais Uccle
- 1925 : Maison de L. De Ridder, chaussée d'Alsemberg 515, Bruxelles
- 1934 : Villa Van Langendonk, Avenue de la Forêt de Soignes 16, Rhode-Saint-Genèse
- 1937 : Immeuble avec bureau d'architecture, Avenue de Foestraets 20, Uccle[5]
- 1946 : immeuble à appartements, Place Liedts 22, Schaerbeek[6]
- s.d. : Immeuble avec rez-de-chaussée commercial pour les Vins Dubois.